# Vollrather Höhe
Die Vollrather Höhe (manchmal auch Allrather Höhe genannt) ist eine beim Aufschluss des damaligen Braunkohlentagebaus Frimmersdorf-West (1983 umbenannt in Tagebau Garzweiler) entstandene Abraumhalde. Sie wurde in den Jahren 1955 bis 1968 aufgeschüttet und ist seit 1973 öffentlich zugänglich.

## Lage
Sie liegt in Nordrhein-Westfalen südlich von Grevenbroich im Rhein-Kreis Neuss direkt östlich des Tagebaus Garzweiler. Das Plateau auf 165 m ü. NHN wird größtenteils landwirtschaftlich genutzt. Im Südwesten und Nordosten befinden sich als Windschutz bewaldete Erhebungen, deren höchster Punkt bei 187 m ü. NHN liegt.

Vollrather Höhe Panorama im November 2016

## Name
Namensgebend für die Abraumhalde ist das Gut Vollrath, das bis 1953 an der Stelle der Vollrather Höhe stand. Ein Gedenkstein erinnert an die genaue Stelle. Ebenfalls nicht mehr existent sind die Drei Linden. Nach einer Sage soll eine zu Unrecht zum Tode verurteilte Jungfrau vorausgesagt haben, dass drei Linden an der Verurteilungsstätte wachsen würden. Eine Tafel erinnert an den Standort der drei Linden.
Neben dem offiziellen Namen ist in der Region nach dem benachbarten Ort Allrath auch die Bezeichnung Allrather Höhe gebräuchlich. Auch wird die Höhe entsprechend ihrer ehemaligen Funktion heute noch manchmal als Voll-/Allrather Kippe bezeichnet. Im Volksmund wird die Höhe auch „Monte Klamotte“ genannt.

## Windpark
Zwischen 1995 und 1999 wurden auf der Vollrather Höhe insgesamt 13 Windenergieanlagen errichtet. Der Windpark bestand aus vier Anlagen vom Typ Tacke TW-600 mit einer Nennleistung von 600 kW und neun Anlagen vom Typ AN Bonus mit einer Nennleistung von 1000 kW. Die jährliche Erzeugung des Windparks betrug etwa 20,2 Mio. kWh. 
Im Jahr 2013 wurde eine weitere Anlage vom Typ Enercon E-82 für die NEW AG errichtet. Wenige Monate später folgte eine Anlage vom Typ Vestas V90, für die eine Tacke-Anlage abgebaut wurde. Im Herbst 2016 wurden die übrigen alten Windenergieanlagen aus den 1990er-Jahren im Zuge eines Repowerings demontiert und durch fünf neue Anlagen vom Typ General Electric 2.5-120 mit einer Leistung von je 2,5 Megawatt ersetzt. Damit befinden sich zurzeit nur noch sieben Windkraftanlagen auf der Vollrather Höhe. Durch das Repowering soll der Windpark zukünftig etwa dreimal so viel Strom produzieren wie zuvor.
| Anlagentyp      | Anzahl | Baujahr | Gesamthöhe | Rotordurchmesser | Nabenhöhe | Leistung | Bemerkungen                                 |
| --------------- | ------ | ------- | ---------- | ---------------- | --------- | -------- | ------------------------------------------- |
| Tacke TW-600    | 4      | 1995    | 71,5 m     | 43 m             | 50 m      | 0,6 MW   | 2014 bzw. 2016 demontiert                   |
| Bonus B54/1000  | 9      | 1999    | 97 m       | 54,1 m           | 70 m      | 1 MW     | 2016 demontiert                             |
| Enercon E-82    | 1      | 2013    | 149 m      | 82 m             | 108 m     | 2,3 MW   | im Besitz der NEW Re GmbH                   |
| Vestas V90/2000 | 1      | 2014    | 150 m      | 90 m             | 105 m     | 2,0 MW   | im Besitz von CPC Germania                  |
| GE Wind 2.5-120 | 5      | 2016    | 180 m      | 120 m            | 120 m     | 2,5 MW   | 2 Anlagen: CPC Germania; 3 Anlagen: Encavis |

Außerdem befinden sich zwei Sendemasten auf der Vollrather Höhe.

## Wegenetz
Zu erreichen ist das Plateau über Anliegerstraßen von den Ortsteilen Neuenhausen, Allrath und Frimmersdorf. Wanderer, aber besonders auch Radfahrer nutzen die Auffahrt als Trainingsmöglichkeit in der sonst eher flachen Umgebung. Der Wanderweg X2 (Kleve-Düren) führt über die Vollrather Höhe oder alternativ westlich daran vorbei. Über die Vollrather Höhe verlaufen der Radwanderweg Niederrheinroute und der Energiepfad Grevenbroich. Außerdem ist auf der Vollrather Höhe der Rundwanderweg A1 markiert, der beim oberen Parkplatz beginnt und auch über die südwestliche Erhebung führt.
An der Vollrather Höhe vorbei führen der Radweg R15 und der Radweg Euroga zwischen Rhein und Maas.